# Донской (Волгодонской район)
Донско́й — посёлок в Волгодонском районе Ростовской области.
Входит в состав Победенского сельского поселения.

## География
Расположен на правом берегу Нижнедонского канала.

## Население
| 1989 | 2002  | 2010  |
| ---- | ----- | ----- |
| 831  | ↗1072 | ↗1217 |

## Улицы
| - пер. В. Черевичкина - пер. Виноградный - пер. Донской - пер. С. Разина - пер. Садовый | - ул. Гагарина - ул. Гайдара - ул. Ленина - ул. Лермонтова - ул. Мира | - ул. Молодёжная - ул. Новая - ул. Пушкина - ул. Степная - ул. Центральная |

## Социальная сфера
В посёлке имеется школа.